# Ouadi Al-Hitan
Pour les articles homonymes, voir Baleine (homonymie).
Vallée des baleines
Le Ouadi Al-Hitan, ou la vallée des Baleines ou  (arabe : وادي الحيتان), est un oued situé dans le désert occidental de l’Égypte, à l'ouest du Fayoum, à 150 km au sud-ouest du Caire. Il est classé au patrimoine mondial de l'Unesco depuis avril 2005.
Cette vallée doit son nom à ses nombreux fossiles du sous ordre de baleines archaeoceti qui y ont été découverts.

## Histoire
Les fossiles découverts n'y sont pas les plus anciens mais on les trouve en quantité importante et leur état de préservation est excellent, à tel point que certains contenus gastriques sont intacts. La présence de fossiles d'animaux anciens comme les requins, crocodiles, poisson-scie, tortues et raies découvert à Ouadi Al-Hitan rend possible la reconstitution environnementale et écologique des conditions de l'époque dans les environs, ce qui a justifié qu'il soit classé au patrimoine mondial de l'Unesco.

Squelette de baleines comme le Basilosaurus ont été découverts sur le site.

Le premier fossile de baleine a été découvert pendant l'hiver de 1902-1903 par H. J. L. Beadnell de la Commission géologique d’Égypte. Pendant les 80 années suivantes, le site a suscité relativement peu d'intérêt, en grande partie à cause de la difficulté à accéder au site. Dans les années 1980, l'intérêt pour le site a repris quand les véhicules à quatre roues motrices sont devenus plus facilement disponibles. En 1983, des chercheurs de l’université du Michigan (États-Unis) s’y rendent une première fois puis conduisent cinq autres expéditions de six semaines en 1985, 1987, 1989, 1991 et 1993. L'intérêt pour le site a continué, il a été visité par des collectionneurs de fossiles et beaucoup de fossiles ont été pris ce qui a suscité des appels à la conservation du site. Les restes présentent la forme corporelle aérodynamique typique des baleines modernes mais gardent des aspects primitifs de la structure du crâne et des dents. Le plus grand squelette découvert atteint vingt-et-un mètres de longueur, avec des nageoires à cinq doigts bien développées sur les membres antérieurs et la présence inattendue de pattes arrière, pieds et orteils qui n'étaient pas connus auparavant chez les Archaeoceti. Leurs formes étaient en serpentins et ils étaient carnivores. Quelques squelettes sont exposés mais la plupart sont enterrés peu profondément dans les sédiments, lentement découverts par l'érosion. Ouad Al-Hitan apporte des preuves de millions d'années de vie marine près des côtes.

## Hydrographie et hydrologie
Cet oued est à sec sur de longues périodes. Il draine les précipitations locales.

## Les fossiles de baleines
Le ouadi Al-Hitan est ainsi devenu le site le plus important du monde démontrant l'un des changements majeurs qui s’inscrit dans l’histoire de la vie sur Terre : l’évolution des baleines, mammifères marins après avoir été mammifères terrestres.
Il y a plus de quarante millions d’années, la mer de Téthys recouvrait le sud des rives actuelles de la mer Méditerranée. Elle s’est progressivement retirée vers le nord en déposant d’épais sédiments de grès, de calcaires et de schistes, visibles à Ouadi Al-Hitan.
Parmi les espèces de cétacés découvertes, on peut noter Phiomicetus anubis, un protocetidé semi-terrestre de -43 millions d'années), la très grosse Basilosaurus de -41 à -34 millions d'années, ou le plus petit Dorudon (-38 à -34 millions d'années).
D'autres fossiles, comme Moeritherium, un proboscidien primitif sont aussi recensés.
Le plus vieux fossile découvert de pélican (datant de la fin de l'Éocène)  a été trouvé à Ouadi Al-Hitan en 2021.

Panomara sur Ouadi Al-Hitan

## Géologie
La géologie de la vallée est à l'origine du paysage, l'érosion éolienne et hydrique produisant des falaises et des buttes spectaculaires. Les roches présentes à Ouadi Al-Hitan sont toutes d'âge éocène moyen à tardif et comprennent trois unités rocheuses principales. La formation de Gehannam comprend des mudstones marins ouverts, qui sont largement présents sur le terrain plus plat à l'est du parc public. L'unité rocheuse qui contient la plupart des fossiles de baleines est la Formation de Birket Qarun. Il s'agit de grès marins ouverts jaunâtres qui forment la plupart des falaises et des buttes. La monotonie de ces grès est rompue par une couche blanche pleine de terriers d'animaux bien préservés (que l'on croyait être des racines de palétuviers) et une couche de mudstone noir au-dessus. Lorsque l'on suit les falaises de la formation Birket Qarun vers l'est, elles sont remplacées par des mudstones de la formation Gehannam, ce qui indique un changement de la profondeur de l'eau, de moins en moins profonde dans cette direction. Les sommets des falaises les plus élevées se trouvent dans la formation Qasr el Sagha, qui comprend des mudstones sombres alternant avec des calcaires pleins de coquillages et représente un environnement lagunaire.

## Tourisme
Seuls environ 1 000 visiteurs par an se rendent à Ouadi Al-Hitan en 4x4, car la piste n'est pas goudronnée et traverse des sables désertiques non marqués. La plupart des visiteurs de Ouadi Al-Hitan sont des étrangers, qui campent généralement dans la vallée les week-ends d'hiver. Comme Ouadi Al-Hitan se trouve dans la zone protégée de Wadi El Rayan, le même plan de gestion de la protection restreint les visiteurs aux visites guidées préétablies le long d'un sentier prescrit. Le tourisme durable commence à se développer et à croître dans la région, et les 4x4 sont remplacés par des randonnées à pied ou à dos de chameau.
Depuis qu'une partie de Ouadi Al-Hitan a été transformée en lieu touristique, des passerelles entre les principaux fossiles ont été aménagées et de petits abris construits. Ce parc public est désormais régulièrement visité par des groupes de touristes, et un petit camping est présent.
La vallée est située derrière une montagne connue sous le nom de Garet Gohannam "la montagne de l'enfer". Dans la lumière du soleil couchant, la montagne semble embrasée d'une étrange lumière rouge.
Le gouvernement égyptien a déclaré qu'en juillet 2007, deux voitures conduites par des diplomates belges ont pénétré dans une zone protégée de cette région et ont détruit une partie du fossile de baleine, causant des dommages d'une valeur de 10 millions de dollars US. Le gouvernement belge affirme qu'aucun dommage n'a été causé par ses diplomates . Le conflit demeure non résolu.